# Faceit

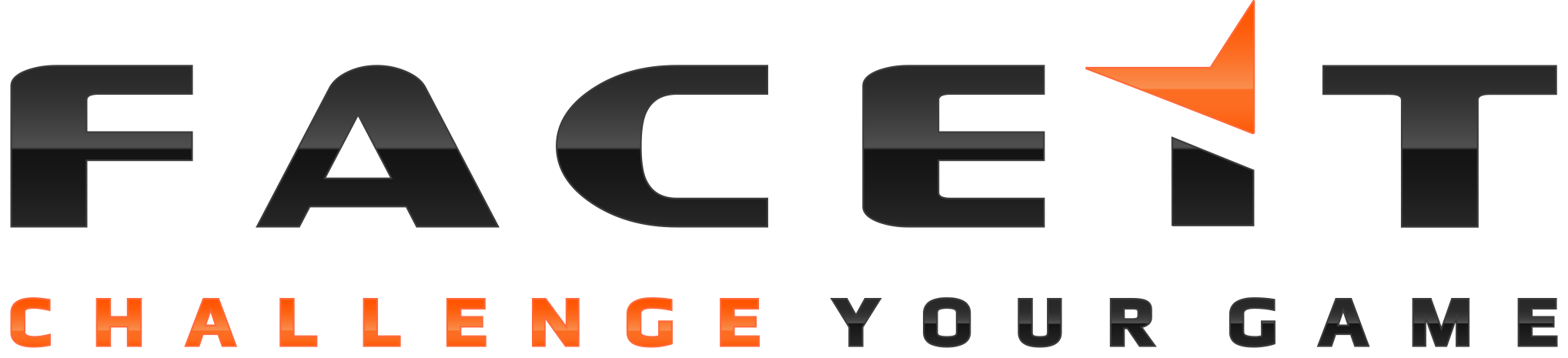
Logo platformy

Faceit – niezależna platforma konkurencyjnych rozgrywek w grach komputerowych założona w Londynie w 2012 roku. Platforma wspiera gry komputerowe takie jak: Counter-Strike 2, Tom Clancy’s Rainbow Six, Dota 2, League of Legends, Rocket League, Team Fortress 2 czy Valorant.
W 2016 roku Faceit miał ponad 3,5 miliona użytkowników. Przy wsparciu serwisu internetowego Twitch platforma utworzyła ligę Esports Championship Series.
W 2018 roku Faceit po raz pierwszy w historii został współorganizatorem turnieju rangi „major”, Faceit Major: Londyn 2018.

## Zwycięzcy Esports Championship Series
| Sezon   | Zespół     |
| ------- | ---------- |
| Sezon 1 | G2 Esports |
| Sezon 2 | Astralis   |
| Sezon 3 | SK Gaming  |
| Sezon 4 | FaZe Clan  |